# International Council of the Aeronautical Sciences
O International Council of the Aeronautical Sciences é uma organização internacional cujo objetivo é fomentar o avanço e a colaboração internacional nas ciências aeronáuticas, fundada em 1957 como uma organização não governamental.
Ela possui 33 membros de 19 países ao redor do Mundo, e organiza a cada dois anos desde 1958 um evento: o Congress of the International Council of the Aeronautical Sciences.
O congresso ICAS para 2014 está planejado para São Petesburgo, na Rússia.